# كيفن ديلارد
كيفن ديلارد (بالإنجليزية: Kevin Dillard) مواليد 15 أكتوبر 1989 في هوموود، هو لاعب كرة سلة محترف أمريكي بدأ مسيرته الاحترافية في سنة 2013 يلعب في الدوري البلجيكي لكرة السلة الدرجة الأولى كلاعب هجوم خلفي ويحمل الرقم 14. لعب أيضا مع فريق شوليه باسكت في الدوري الفرنسي لكرة السلة الدرجة الأولى. يبلغ طوله 6 قدم 0 بوصة (1.8 م).

## روابط خارجية
- كيفن ديلارد على موقع كرة السلة الأوروبية.كوم (الإنجليزية)
- كيفن ديلارد على موقع كلية كرة السلة في سبورتس رفرنس.كوم (الإنجليزية)
- كيفن ديلارد على موقع ريلجم (الإنجليزية)
- كيفن ديلارد على موقع بروبوليرز (الإنجليزية)
- كيفن ديلارد على موقع سبورتس رفرنس (الإنجليزية)